# Prosopocera fossulata
Prosopocera fossulata es una especie de escarabajo longicornio del género Prosopocera, tribu Prosopocerini, familia Cerambycidae. Fue descrita científicamente por Breuning en 1936.
Se distribuye por Malaui y Namibia. Mide 20-25 milímetros de longitud.